# Comuna Leșniv, Brodî
Leșniv (în ucraineană Лешнів) este o comună în raionul Brodî, regiunea Liov, Ucraina, formată din satele Hrîmalivka, Korolivka, Leșniv (reședința), Lisove și Piskî.

## Demografie
Componența lingvistică a comunei Leșniv
     Ucraineană (99,45%)
     Alte limbi (0,47%)
Conform recensământului din 2001, majoritatea populației comunei Leșniv era vorbitoare de ucraineană (99,45%), existând în minoritate și vorbitori de alte limbi.